# Dia Mundial do Teatro
Dia Mundial do Teatro é celebrado no dia 27 de março. Foi criado pelo Instituto Internacional do Teatro em 1961. A primeira mensagem internacional do Dia Mundial do Teatro foi escrita por Jean Cocteau, na França, em 1962.

## Instituído
O Dia Mundial do Teatro foi instituído em 1962 pelo Instituto Internacional de Teatro (ITI). É celebrado anualmente em 27 de março pelos Centros ITI e pela comunidade teatral internacional. Vários eventos teatrais nacionais e internacionais são organizados para marcar esta ocasião. Uma das mais importantes é a circulação da Mensagem Internacional do Dia Mundial do Teatro, através da qual, a convite do ITI, uma figura de envergadura mundial partilha as suas reflexões sobre o tema do Teatro e da Cultura de Paz. A primeira Mensagem Internacional do Dia Mundial do Teatro foi escrita por Jean Cocteau (França) em 1962. Foi primeiro em Helsinque, e depois em Viena, no 9.º Congresso Mundial do ITI, em junho de 1961, que o presidente Arvi Kivimaa propôs, em nome do Centro Finlandês do Instituto Internacional de Teatro, que fosse instituído um Dia Mundial do Teatro. A proposta, apoiada pelos centros escandinavos, foi levada com aclamação.